# Groupe 5
Groupe 5 est une association de cinéastes genevois qui, au milieu des années 1960, ont contribué à l'essor d'une production cinématographique en Suisse.

## Origine
Ce groupe de cinéastes composé d'Alain Tanner, Jean-Louis Roy, Claude Goretta, Michel Soutter et Jean-Jacques Lagrange (remplacé par la suite par Yves Yersin) s'unit pour produire des films indépendants. Claude Goretta et Jean-Jacques Lagrange sont alors des réalisateurs sous contrat avec la Télévision suisse romande ; quant aux autres ils y collaborent régulièrement. Cette proximité permet au groupe d'obtenir un accord de coproduction avec la TSR ou plus précisément du préachat de leurs œuvres à un tarif préférentiel et de la contribution à hauteur de 50 % aux frais de tournage. Cet accord prévoit une exploitation en salle avant toute diffusion à la télévision.
Les premières œuvres, originales et engagées, font rapidement connaître le cinéma suisse sur le plan international et plus particulièrement à Paris où le cinéma St-André-des-Arts a diffusé pendant plusieurs mois La Salamandre d'Alain Tanner.
En 1969, Charles mort ou vif d'Alain Tanner gagne le Léopard d'Or au Festival de Locarno.
En 1972, Les Arpenteurs, de Michel Soutter, représente la Suisse au Festival de Cannes.
En 1973, Claude Goretta reçoit le Prix du Jury au Festival de Cannes pour L'Invitation.

## Évolution
Un accord de coproduction entre en vigueur avec l'Allemagne et la France et permet la réalisation d'œuvres plus ambitieuses. Le 16 mm noir et blanc est progressivement abandonné au profit du 35 mm couleur. Le succès d'estime des premières années permet à Alain Tanner, Claude Goretta et Michel Soutter d'obtenir le soutien de nouveaux producteurs : Citel Films, Action films, La Gaumont ainsi que France3. Claude Goretta en réalisant La Dentellière puis La Provinciale s'éloigne progressivement de l'esprit qui avait fait le succès des films du groupe 5 pour intégrer une production française « de qualité ».
De 1969 à 1973, le Groupe 5 aura eu le mérite de permettre la production de films originaux, en phase avec leur époque. Il aura permis aussi de lancer la carrière de cinéastes dont le succès et la renommée iront grandissants jusqu'au milieu des années 1980.

## Filmographie Groupe 5
- 1969 : Charles mort ou vif Alain Tanner
- 1970 : James ou pas Michel Soutter
- 1970 : Le Fou Claude Goretta
- 1970 : Black Out Jean-Louis Roy
- 1971 : La Salamandre Alain Tanner
- 1972 : Les Arpenteurs Michel Soutter
- 1973 : Retour d'Afrique Alain Tanner
- 1973 : L'Invitation Claude Goretta

## Filmographie élargie: coproductions sans mention du Groupe 5
- 1974 : L'Escapade Michel Soutter
- 1974 : Le Milieu du monde Alain Tanner
- 1974 : Pas si méchant que ça Claude Goretta
- 1976 : Jonas qui aura 25 ans en l'an 2000 Alain Tanner
- 1977 : Repérages Michel Soutter
- 1977 : La Dentellière Claude Goretta
- 1979 : Messidor Alain Tanner
- 1979 : Les Petites Fugues Yves Yersin
- 1981 : Les Années Lumière Alain Tanner
- 1981 : La Provinciale Claude Goretta
- 1983 : L'Amour des femmes Michel Soutter
- 1983 : Dans la ville blanche Alain Tanner
- 1983 : La Mort de Mario Ricci Claude Goretta